# 朗維尤 (伊利諾伊州)
朗維尤（英語：Longview）是位於美國伊利諾伊州尚佩恩縣的一個村落。

## 地理
朗維尤的座標為39°53′10″N 88°03′54″W / 39.88611°N 88.06500°W，而該地最高點為海拔高度210米（即689英尺）。

## 人口
根據2010年美國人口普查的數據，朗維尤的面積為0.64平方千米，當中陸地面積為0.64平方千米，而水域面積為0.00平方千米。當地共有人口153人，而人口密度為每平方千米239人。